# Син (фамилия)

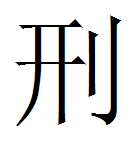

Син (Xing) — китайская фамилия (клан). 刑 — «наказание».
Кантонскон произношение — Ин (Ying). Вьетнамское — Хинь (Hình) .

## Известные Син 邢
- Син Аовэй (邢傲伟; 1982 Шаньдун) китайский гимнаст, участник Олимпиады в Сиднее.
- Ин Лиёнь или Михаэль Ин (кант. Ying Lee Yuen , 邢李源 1949 г.р. Гонконг) — генеральный директор холдинга Эсприт «Esprit Holdings Limited».